# Fritz G. Winter

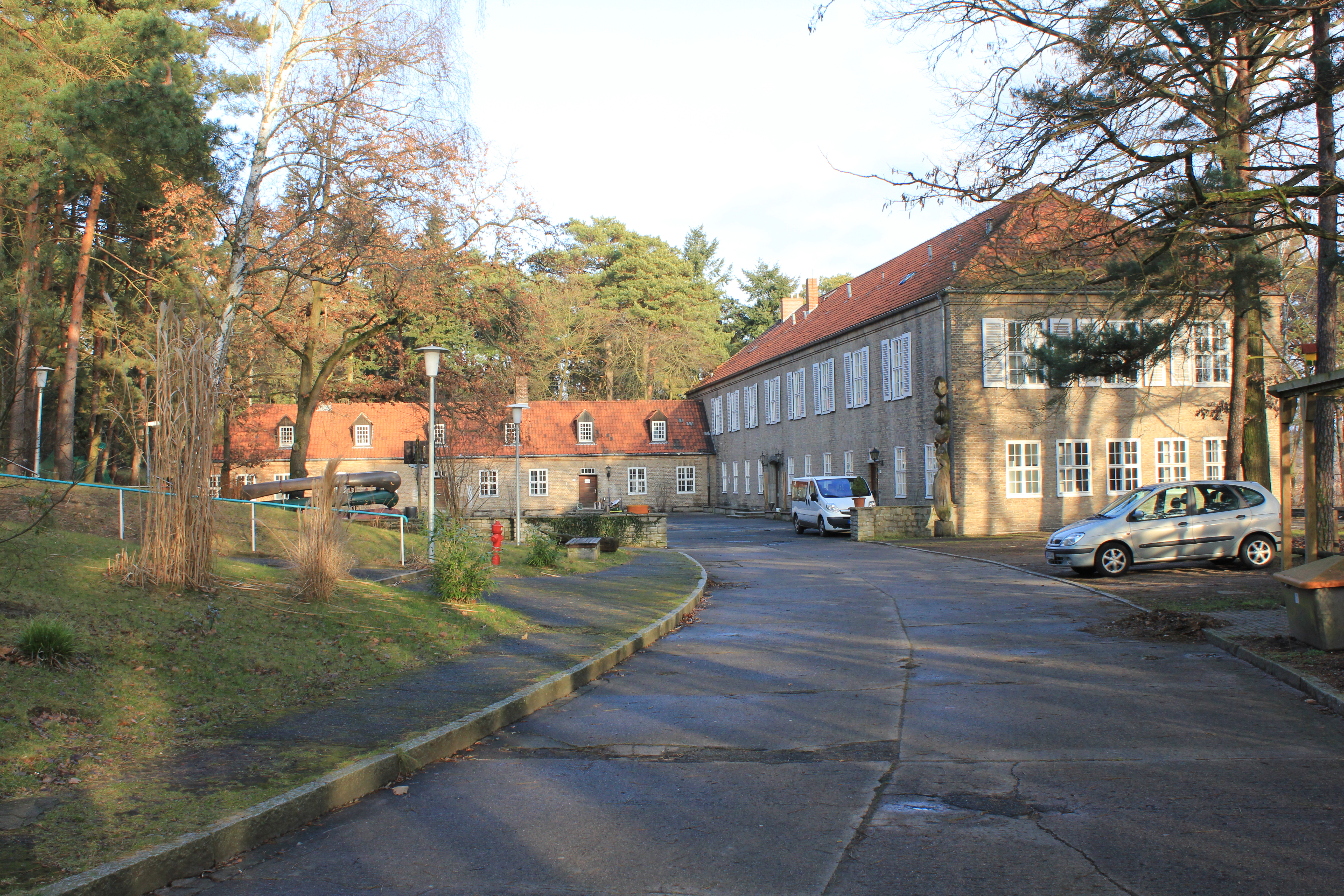
Mládežnické centrum pro zahraniční hosty s terasou a pavilonem, 1937–38, Berlin Gatow, Breitehornweg 54 002

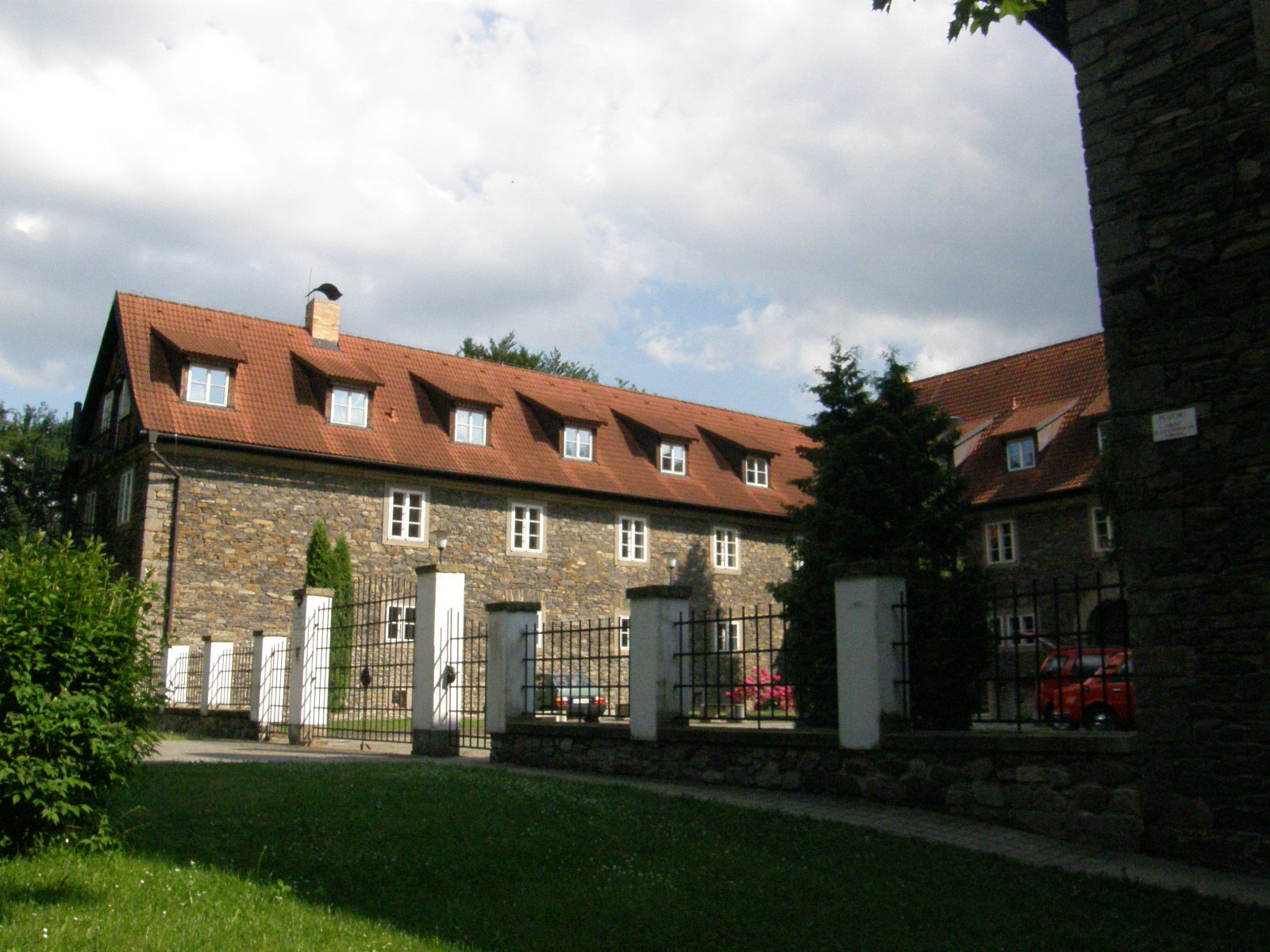
Hrádek, bývalá škola Hitlerjugend v Jihlavě

Friedrich Gottlieb Winter nebo také Fritz G. Winter (22. března 1910, Düsseldorf – 12. listopadu 1986, Mnichov) byl německý architekt a ředitel ZUŠ v Krefeldu.

## Studium
Po absolvování střední školy v roce 1928 v Düsseldorfu studoval na Technické univerzitě v Berlíně u prof. Poelziga a Holzmeistera na Vídeňské architektuře. Když r. 1933 na Berlínské univerzitě ukončil studium Architektury s nejlepší diplomovou prací roku, tak získal stipendium ročního postgraduálního studia v Torontu.

## Profese
Mezi roky 1935 až 1939 byl v armádě v Berlíně jako nezávislý architekt. Během druhé světové války se podílel na navrhování armádních budov. Po válce přestěhoval pole působnosti do rodného Porýní, kde si otevřel architektonickou kancelář v Langenfeldu. V roce 1949 byl jmenován profesorem a ředitelem umělecké školy v Krefeldu. Tento post si udržel až do konce Werkkunstschule v roku 1971.

## Stavby
Mezi nejslavnější díla patří ubytovna italské Hitlerjugend v Špandavě. Byla postavena jako penzion pro zahraniční hosty v tehdy moderním stylu Heimatstil.
V Protektorátu byla dle jeho návrhu realizována ubytovna Hitlerjugend v tzv. Hrádku v Jihlavě (Iglau), jedná se o jediný z tzv. říšských hradů, který nebyl postaven přímo na území Třetí říše.
Po válce navrhoval menší protestantské kostely v oblasti Porýní.